# Samuel Hopkins
Samuel Hopkins (17 de setembro de 1721 - 20 de dezembro de 1803) foi um teólogo congregacionalista americano do final da era colonial dos Estados Unidos. A teologia Hopkinsiana foi nomeada em sua homenagem. Hopkins foi um dos primeiros abolicionistas, dizendo que era do interesse e do dever dos EUA libertar todos os seus escravos.

## Resumo da Carreira
Em dezembro de 1743, Hopkins foi chamado e ordenado pastor da North Parish of Sheffield em Housatonic, Massachusetts; ele serviu aqui de 1743 a 1769. As visões teológicas de Hopkins ao longo dessas décadas geraram oposição e ele acabou sendo demitido do pastorado, pois a congregação não se comprometeu a financiar sua posição.
De abril de 1770 até sua morte em 1803, Hopkins pregou na Primeira Igreja Congregacional em Newport, Rhode Island. Enquanto os britânicos ocuparam Newport de 1776-1780 durante a Guerra Revolucionária Americana, Hopkins pregou em Newburyport, Massachusetts, e Canterbury e Stamford, Connecticut. 
Hopkins recebeu o título de Doutor em Divindade de Yale em 1802.
Ele morreu em Newport em 20 de dezembro de 1803. 

## Carreira

### Contribuições Teológicas
Hopkins, Jonathan Edwards and Joseph Bellamy juntos criaram, talvez não intencionalmente, o esquema teológico que às vezes leva o nome de Hopkins, ou Hopkinsianismo, mas que também é conhecido como a Nova Divindade, Nova Escola de Teologia ou Teologia da Nova Inglaterra.  Este sistema religioso é uma forma de calvinismo. Sua visão foi desenvolvida como uma teologia distinta que dominou o pensamento religioso na Nova Inglaterra, que era predominantemente calvinista. Este movimento teológico foi importante no Segundo Grande Despertar. A oposição generalizou-se aos teólogos de Princeton, incluindo Charles Hodge. Hopkins é creditado por ter originado a frase "benevolência desinteressada", embora o conceito seja muito mais antigo. Foi expresso por Jonathan Edwards em seus escritos éticos também.
Assim como Edwards, Hopkins era um revivalista moderado que buscava unir o Calvinismo tradicional aos movimentos revivalistas, e expressar o pensamento reformado de acordo com a Filosofia Iluminista da época . A Teologia da Nova Inglaterra foi a base de todos os seminários dos Congregacionalistas e de vários Presbiterianos, e forneceu o ímpeto para a mudança social que deu origem ao Conselho Americano de Comissários para Missões Estrangeiras, estabeleceu uma série de faculdades de Amherst no Leste à Universidade do Pacífico no Oeste, e liderou uma grande variedade de esforços práticos para estender a religião cristã. 

### Defesa do Abolicionismo
Hopkins que foi um dos primeiros Congregacionalistas a se opor à escravidão . Pregadores e membros da Igreja Congregacionalista foram o primeiro grupo religioso na América a se retirar do comércio de escravos. Os quacres da América foram os primeiros a condenar a ideia de membros ativos da igreja possuírem escravos, mas a igreja de Hopkins foi a primeira a pregar abertamente contra a escravidão de africanos e afro-americanos.
Nesse período, Rhode Island aprovou uma lei em 1774 proibindo a importação de escravos para a colônia. Hopkins publicou um panfleto intitulado "Um Diálogo Sobre a Escravidão dos Africanos" (1776), que foi dirigido "Aos Honoráveis Membros do Congresso Continental, Representantes das Treze Colônias da América do Norte". Hopkins se referiu aos escravos como "nossos irmãos e filhos" e declarou que era dever dos EUA e de seu interesse libertá-los.
Em 1784, após a Revolução, o novo Estado de Rhode Island aprovou uma lei concedendo liberdade a todas as crianças nascidas de mães escravas após março de 1785. Em seguida, Hopkins propôs o envio de uma pequena colônia de afro-americanos para a África, com o propósito de evangelizar os nativos lá. Ele já havia estabelecido uma escola em Rhode Island para missionários negros. Durante a Guerra Revolucionária Americana, esta escola foi desfeita devido à confusão do tempo de guerra. Paul Cuffee, um magnata da navegação afro-americano, foi mais tarde inspirado pelo pensamento de Hopkins a buscar a colonização por afro-americanos da Ilha Sherbro, perto da costa de Serra Leoa, uma futura colônia da Grã-Bretanha.
Harriet Beecher Stowe admirava tanto Hopkins que o retratou como um dos protagonistas de seu terceiro romance histórico, The Minister's Wooing (1859).